# رسول جعفريان
الشیخ رسول جعفریان (بالفارسية: رسول جعفریان) کاتب وباحث في التاریخ الإسلامي من المؤرخين المعاصرین.

## سيرته
ولد رسول جعفريان في اليوم التاسع من شهر تير من السنة الشمسية لعام 1343ش في خوراسگان الأصفهانية، وفي عام 1355ش بدأ دراسته للمعارف الإسلامية، وبعد سنتين انتقل إلى قم لمواصلة دراسته للعلوم الدينية، وعام 1360 بدأ مطالعاته التاريخية، حيث طبع كتابه التاريخي الأول عام 1363ش.

## مؤلفاته
1. «الأشغال الإسلامية مكة المكرمة والمدينة المنورة».
2. «على مقدمة أساسية ل مناهج البحث»، طهران: منظمة الدعوة الإسلامية، 1366 التقويم.
3. «تقييم الفكرية الشهيد آية الله مطهري والطبيب علي شريعتي»، طهران.
4. «أطلس شي»، طهران [ وكالة الجغرافية جيش إيران ] ، و1387 (فاز جائزة الفارابي، المجد وكتاب من السنة جائزة عام 1388).

## أطلس الشیعة
صدرت حدیثا الترجمة العربیة لکتاب «أطلس الشیعة» من تألیفه، وبترجمة إلى العربیة من الباحث العراقي المقیم فی إیران «سیف علي»، فیما أنجز أستاذ التاریخ في جامعة الکوفة «نصیر الکعبي» إعادة تصمیم الخرائط والجداول.
وقال "رسول جعفريان": ان هذا الأطلس يبين كيف انتشر التشيع من العراق إلى قم والري وشمال إيران وخراسان وتونس، مشيرا إلى ان الكتاب حصيلة جهود استمرت 5 سنوات شارك فيها علماء من قم وأفغانستان والهند".